# Anton von Schmerling
Anton Ritter von Schmerling (23 de agosto de 1805 - 23 de mayo de 1893) fue un estadista austríaco, nació en Viena, donde su padre tenía un alto cargo en el lado judicial del servicio civil.

## Biografía
Después de estudiar derecho en Viena, en 1829 Schmerling ingresó al servicio público, y durante los siguientes dieciocho años estuvo constantemente ocupado, principalmente en la Baja Austria. En 1847, como miembro de la nobleza menor, ingresó en los Estados de la Baja Austria y participó activamente en el movimiento liberal para la reforma administrativa y constitucional de la que eran el centro. Al estallar la revolución en Viena en marzo de 1848, cuando la mafia irrumpió en la Asamblea, Schmerling fue una de las diputaciones que llevó al palacio las demandas de la gente, y durante los siguientes días estuvo muy ocupado en la organización de la Asamblea. Guardia Nacional recién formada. A finales de mes, el ministerio lo envió a Frankfurt como uno de los hombres de confianza pública.
Pronto sucedió al Conde Colloredo como presidente de la Dieta Confederada, y en esta capacidad transfirió oficialmente al Archiduque Juan, quien había sido elegido regente de Alemania, los poderes de la Dieta el 12 de julio de 1848. Por esto fue violentamente atacado en la Asamblea Nacional por los radicales extremos; pero en esta y otras ocasiones (él mismo había sido elegido para la Asamblea Nacional) se defendió de manera efectiva porque no dependía de la elocuencia sino del reconocimiento de lo que se ha llamado la ironía de los hechos a los que el parlamento en su conjunto era tan ciego. 
Schmerling fue el primer y más influyente miembro del ministerio que formó el Regente; desde el 15 de julio ocupó el Ministerio del Interior y Asuntos Exteriores, y se debió casi en su totalidad a que, al menos por un tiempo, este gobierno fantasma mantuvo cierta apariencia de poder y dignidad.
Con la renuncia del Príncipe Carl zu Leiningen el 5 de septiembre de 1848, el Regente solicitó a Schmerling que formara un nuevo ministerio después de que Friedrich Dahlmann no lo hubiera hecho. Una derrota en el parlamento cuando defendió el armisticio de Malmö llevó a su renuncia; pero fue llamado de inmediato al cargo nuevamente, con un poder prácticamente dictatorial, para sofocar la revuelta que estalló en Frankfurt el 18 de septiembre. Su coraje y resolución evitó lo que casi se convirtió en una terrible catástrofe. Tenía la esperanza de establecer en Alemania la supremacía de una Austria liberal y reformada. Esto lo llevó a la oposición al partido de la supremacía Prusiana; y cuando alcanzaron la mayoría, renunció y fue sucedido por Heinrich von Gagern. Permaneció en Frankfurt, ocupando el cargo de enviado austríaco, y fue el líder del llamado Gran Partido Alemán (Grossdeutschen) hasta que la disolución del Parlamento de Kremsier demostró que las fuerzas de reacción habían conquistado en Viena y destrozado todas las esperanzas de Austria. logrando la posición que había esperado por ella.
Después de la elección abortiva del rey Federico Guillermo IV de Prusia para ser emperador, él, junto con los otros austriacos, recibió la orden de abandonar Frankfurt el 5 de abril de 1849 por el gobierno austriaco. A su regreso a Viena fue nombrado ministro de Justicia, y las reformas que llevó a cabo aumentaron su reputación. Su renombre entre todos los liberales aumentó con su renuncia en 1851, como protesta contra el fracaso del gobierno en establecer la constitución que habían prometido. Durante los años siguientes fue juez de la corte suprema de apelación. Cuando se cumplió su pronóstico y el sistema de absolutismo se vino abajo, fue designado ministro en enero de 1862.
Su primer acto fue la publicación de la constitución por la cual todo el imperio se organizaría como un solo estado con un gobierno parlamentario. El experimento fracasó, principalmente debido a la oposición de los croatas y los magiares, a quienes ofendió amargamente por su famoso dicho de que Hungría podía esperar. Las faltas de conducta, naturales en un hombre cuya vida se había pasado como funcionario y juez, le impidieron mantener unidos a los liberales alemanes como un partido fuerte y unido; Se le opuso una poderosa facción en la corte y los líderes clericales. Después de los primeros meses, el emperador Francisco José I solo le brindó un apoyo muy tibio; y con su retiro en 1865, el intento de llevar a cabo los ideales de José II para germanizar mientras liberalizaba todo el imperio, y obligar a los húngaros, polacos, checos y croatas a aceptar un sistema en el que el gobierno del todo debería ser llevado a cabo por un parlamento y burocracia de habla alemana, fracasó. La constitución de 1862, aunque suspendida en la caída de Schmerling, todavía se consideraba legalmente válida para los territorios cisleitianos, y es la base sobre la cual se enmarcó la constitución actual para la mitad del imperio.
Al retirarse volvió a sus deberes judiciales; en 1867 fue nombrado miembro vitalicio de la Cámara Alta (Herrenhaus) en el Reichsrat, del cual se convirtió en vicepresidente, y en 1871 presidente. Este cargo lo estableció en 1879 y se presentó como líder de la oposición liberal alemana a la administración del conde Taaffe. En 1891 se retiró de la vida pública y murió en Viena el 23 de mayo de 1893.
En 1835 Schmerling se casó con Pauline, una hija del mariscal de campo-teniente Barón von Koudelka. Se distinguió por sus habilidades literarias y artísticas, en ese momento raras en la capital austriaca, pero murió joven en 1840, dejando a dos hijas.